# Ардалинское нефтяное месторождение
Ардалинское нефтяное месторождение расположено в Ненецком автономном округе, в 60 км к северо-западу от посёлка Хорей-Вер. Общие запасы нефти оцениваются в 16,4 млн тонн. Относится к Тимано-Печорской нефтегазоносной провинции.
Месторождение названо в честь Михаила Семёновича Ардалина — геолога, нефтегазоразведчика, одного из первооткрывателей месторождений Ненецкого автономного округа.